# Litargus guadalupensis
Litargus guadalupensis es una especie de coleóptero de la familia Mycetophagidae.

## Distribución geográfica
Habita en Guadalupe (Francia).